# Povlen
Povlen  (srpski:Повлен),  je planina u Zapadnoj Srbiji koja se nalazi na tridesetak kilometara jugozapadno od Valjeva. Čine je više vrhova, od kojih su tri najvažnija: Mali Povlen (1347 m), Srednji Povlen (1301 m) i Veliki Povlen (1271 m). Pripada vjencu valjevskih planina koje su produžetak starovlaškog visočja i pružaju se zapadno od Valjeva prema Mačvi. Lanac planina započinje Maljen, na koji se nadovezuju Povlen, Jablanik pa usporedno Bobija i Medvednik, zatim Sokolska planina, Jagodnja, Boranja i na kraju se planina Gučevo strmo spušta prema Loznici.
Planine nisu visoke najviša točka lanca, Mali Povlen, dostiže do 1347 metara ali su teško prohodne. Guste šume i duboki riječni kanjoni nevoljno propuštaju uzane i krivudave puteve koji vode do malih i pod šumom prikrivenih zaseoka. Kod kanjona Trešnjice pod Povlenom stanište je bjeloglavog supa

## Vanjske poveznice
- Povlen